# Marie Elisabeth Lüders
Pour les articles homonymes, voir Lüders.
Marie Elisabeth Lüders, née le 25 juin 1878 à Berlin et morte le 23 mars 1966 dans la même ville, est une femme politique et féministe allemande. Comptant parmi les membres fondateurs du Parti démocrate allemand, elle siège au Reichstag puis au Bundestag et au conseil municipal de Berlin. Elle est engagée dans le domaine social, défend les intérêts des travailleuses et particulièrement des domestiques, le droit au logement et l'amélioration de la situation juridique des prostituées. Sous son impulsion, les Allemandes obtiennent l'accès aux professions juridiques et elle donne son nom à une loi sur le statut juridique des femmes allemandes mariées à un ressortissant étranger (Lex Lüders).

## Biographie

### Origines et études
Marie Elisabeth Lüders est née à Berlin le 25 juin 1878. Elle est la sixième enfant d'un haut fonctionnaire prussien. Après avoir fréquenté une école secondaire de filles à Berlin-Charlottenburg et l'école économique des femmes, elle prépare entre 1906 et 1910 l'Abitur malgré les réticences du directeur de l'école.
Lorsque sa famille accepte qu'elle suive une formation professionnelle, elle fréquente une des premières classes de jeunes filles des écoles Reifenstein (de) à Nieder-Ofleiden (de) en Hesse, en 1897-1898. Après une formation pédagogique complémentaire, elle enseigne dans un pensionnat pour filles, mais n'apprécie guère le métier d'enseignante.
Après l'ouverture de l'enseignement supérieur aux femmes en Prusse, Marie-Elisabeth Lüders est l'une des premières étudiantes en sciences politiques à l'université Friedrich-Wilhelms de Berlin, à partir de 1909. En 1912, elle soutient une thèse de doctorat sur la formation et le perfectionnement des femmes dans les métiers commerciaux. Elle devient ainsi la première femme à recevoir un doctorat d'une université allemande,. Elle occupe ensuite divers postes dans l'administration sociale et dans l'entraide sociale.

### Engagement féministe
Vers 1900, Marie Elisabeth Lüders entre en contact avec le mouvement féministe. Dès lors, elle s'implique principalement dans le travail social des femmes, notamment au sein de l'Association centrale pour la promotion des intérêts des travailleuses (Zentralverein zur Förderung von Arbeiterinnen-Interessen) dirigée par Margarete Friedenthal (de). De 1901 à 1906, elle travaille au Centre d'aide sociale privé de Berlin, dirigé par Jeanette Schwerin (de). Lors de l'assemblée générale de l'Union des organisations féministes allemandes (Bund Deutscher Frauenvereine, BDF) en octobre 1908 à Breslau, elle se prononce contre les conditions de travail paternalistes et pour une meilleure rémunération des domestiques et soutient la création d'associations de domestiques sur une base syndicale.
En 1909, elle fonde l'Association pour la formation artisanale et technique des femmes (Verband für handwerksmäßige und fachgewerbliche Ausbildung der Frau) et occupe plusieurs postes de direction dans le travail social et féminin de 1912 à 1918.
Jusque dans les années 1920, elle est également membre de la branche berlinoise de la Fédération abolitionniste internationale dirigée par Anna Pappritz, qui fait campagne pour la lutte contre la prostitution réglementée par l'État et la police.
De 1918 à 1921, Marie Elisabeth Lüders est directrice des études à l'Académie des femmes du Bas-Rhin à Düsseldorf et travaille ensuite sur les questions sociopolitiques pour les ouvriers, les employées et les travailleuses à domicile au ministère du Travail du Reich. Elle est une des premières femmes nommées au sein d'un ministère.
Dans les années 1920, elle travaille activement avec les premières avocates allemandes, comme Marie Munk (de), Margarete Berent et Margarete Meseritz-Edelheim (de), dans les commissions juridiques de la BDF, sur les réformes en matière de droit matrimonial. Son discours au Reichstag sur l'admission des femmes aux examens juridiques d'État et aux professions juridiques (Die Rechtspflege und die Frauen) ouvre la voie à une résolution parlementaire visant à modifier la loi constitutionnelle sur les tribunaux (Gerichtsverfassungsgesetzes, GVG) en 1922. Pour la première fois en Allemagne, les femmes peuvent devenir juges, avocates ou procureures.
Toujours durant les années 1920, Marie Elisabeth Lüder est la seule femme au comité des normes de l'Association des ingénieurs allemands (de).
En 1926, avec Agnes von Zahn-Harnack et Margarete von Wrangell, elle fonde l'Association allemande des femmes universitaires (Deutscher Akademikerinnenbund), qu'elle préside à partir de 1930,.
En 1927, elle est déléguée à la Conférence économique internationale de Genève et, en janvier 1932, elle est déléguée au Comité du désarmement de l'Organisation mondiale des femmes en tant que représentante allemande de diverses organisations féminines.

### Députée au Reichstag
En 1918, Marie Elisabeth Lüders est membre fondatrice du Parti démocrate allemand (DDP) et membre de son comité exécutif national. À l'automne 1919, elle succède à Friedrich Naumann, décédé en août, comme membre du DDP au Reichstag. Comptant parmi les premières femmes allemandes députées, elle y siège de 1919 à 1921 et de 1924 à 1930,. Elle s'investit notamment sur les questions sociales, de santé et de logement, souvent en collaboration avec sa collègue social-démocrate Louise Schroeder. En 1928, elle dénonce la pénurie permanente de logements. « Les plus beaux discours nous sont constamment prononcés sur la politique démographique, sur la nécessité d'élever moralement, intellectuellement et physiquement la nation allemande. Cependant, les exigences les plus élémentaires qui doivent être remplies pour éliminer les pires abus ne sont pas respectées. On ne s'attaque pas à la pénurie de logements de toute son énergie ».
Avec les députés libéraux, elle soutient le projet Reichsforschungssiedlung, défendu également par des architectes et des représentants de l'industrie de la construction. Ils veulent, avec ce projet, apporter la preuve concrète que la construction abordable est possible pour de larges couches de la population. Elle appelle également les entrepreneurs privés à investir leur capital dans la construction de logements, notamment pour aider la classe moyenne à sortir de la misère du logement. Le projet porte ses fruits selon un rapport annuel de 1932.
En 1930, Marie Elisabeth Lüders quitte le Reichstag. Sa critique acerbe de la fusion du DDP avec l'ordre jeune-allemand, Jungdeutscher Orden, pour former le Parti d'État allemand, lui coûte en effet une place en position éligible sur la liste électorale.

### Sous le Troisième Reich
En 1933, les nazis arrivent au pouvoir. Les organisations de femmes dont Marie-Elisabeth Lüders est membre ou présidente (Deutscher Akademikerinnenbund, Verband für Nationalökonominnen Deutschlands, etc.) sont dissoutes et il lui est interdit de travailler comme membre du conseil d'administration d'organisations internationales de femmes.
Marie Elisabeth Lüders publie tout de même, en 1936, Das unbekannte Heer. Frauen kämpfen für Deutschland 1914–1918 (« L'armée inconnue. Des femmes se battent pour l'Allemagne 1914-1918 »). Le livre traite du rôle des femmes pendant la Première Guerre mondiale et leur action dans des professions traditionnellement dominées par les hommes. Le livre comporte une préface du ministre de la Guerre du Reich, Werner von Blomberg. On ne sait rien des circonstances exactes de la publication du livre et de sa préface. La présidente de la Ligue des femmes nationales-socialistes, Gertrud Scholtz-Klink, avait demandé à Marie Elisabeth Lüders « de mettre à sa disposition tous ses documents sur le travail des femmes pendant la guerre », ce qu’elle refuse. Peut-être voulait-elle empêcher que son travail ne soit approprié et détourné par les nazis : le travail social des femmes pendant la Première Guerre mondiale était organisé en grande partie de manière non partisane ; des femmes libérales, conservatrices et sociales-démocrates ont travaillé ensemble. Il est à noter aussi que plus d'un an s'est écoulé entre la rédaction de l'avant-propos en novembre 1935 et la publication du livre en 1936.
Gertrud Bäumer, ancienne présidente de la BDF et rédactrice en chef du journal Die Frau, accepte des concessions au régime afin que le journal puisse continuer à être publié. Anna Pappritz, Dorothee von Velsen et Marie Elisabeth Lüders critiquent sa position. Elles considèrent que les concessions faites à la censure de la presse nazie sont trop importantes et rendent la publication du journal contre-productive. Jusqu'en 1933, Marie Elisabeth Lüders continue à écrire des articles de journaux et donne des conférences qui, entre autres, traitent de manière critique du national-socialisme.
En 1937, elle est interdite de publication, arrêtée par la Gestapo en juin 1937 et emprisonnée pendant plusieurs mois à la prison de Moabit, déclenchant des protestations internationales. Après sa libération en octobre 1937, elle travaille temporairement pour les Quakers à Berlin à l'aide envers les citoyens juifs et accueille des personnes persécutées dans son appartement,.
Pendant la guerre, elle exerce divers métiers dans le travail social, l'agriculture ou l'enseignement. En décembre 1943, son appartement est bombardé et elle se rend à Baden.

### Après-guerre et dernières activités
Après la guerre, Marie Elisabeth Lüders est élue au conseil municipal de Berlin pour le Parti libéral-démocrate d'Allemagne, qui fusionne avec le Parti libéral-démocrate (FDP) à la fin de 1948. De 1949 à 1951, elle occupe le poste de conseillère municipale pour les affaires sociales à Berlin-Ouest,. De 1949 à 1955, elle est la première femme à être membre du principal comité de députation de l'Association des avocats allemands et est aussi membre de l'Association allemande des femmes juristes. De 1950 jusqu'à sa mort, elle est membre du bureau exécutif fédéral, à partir de 1957 en tant que présidente d'honneur.
En 1949, elle participe au rétablissement de l'Association des femmes universitaires.

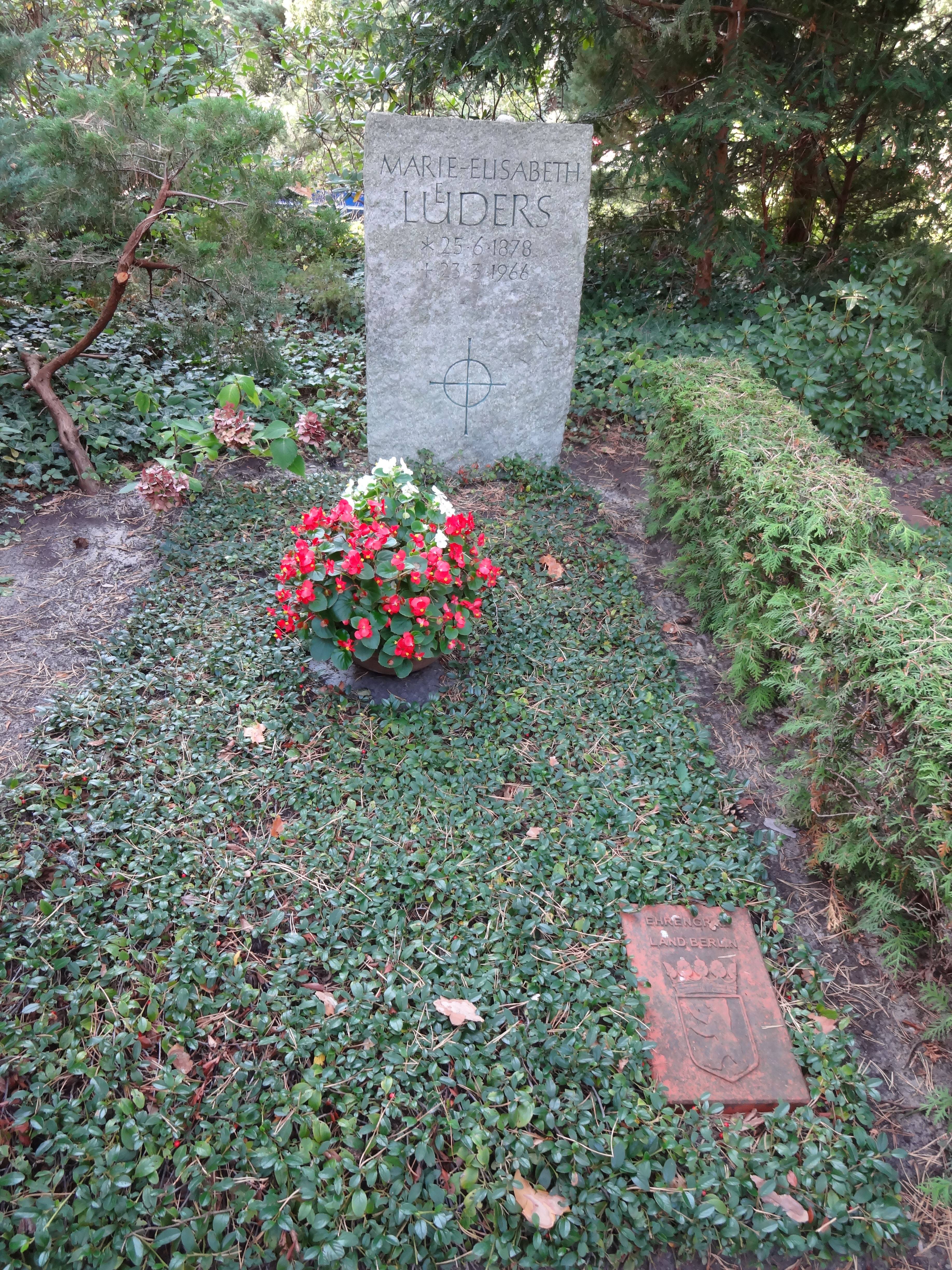
Tombe d'honneur de Marie Elisabeth Lüders.

De 1953 à 1961, Marie Elisabeth Lüders est membre du Bundestag, le parlement ouest-allemand. En 1953 et 1957, elle préside le parlement en tant que doyenne, même si elle n'était en réalité que la deuxième parlementaire la plus âgée, le chancelier Konrad Adenauer ayant renoncé à cette fonction qui normalement lui revenait. Au Bundestag, elle contribue à l'adoption d'une réglementation juridique qui garantit le statut juridique des femmes allemandes mariées à des étrangers (appelée Lex Lüders).
En novembre 1957, elle lance un appel aux femmes du monde pour préserver la paix face à la psychose de l'armement.
Marie Elisabeth Lüders meurt à Berlin à l'âge de 87 ans. Elle est inhumée au Waldfriedhof de Berlin-Dahlem dans une tombe d'honneur appartenant à la ville de Berlin.
Marie Elisabeth Lüders est restée célibataire ; elle a un fils qu'elle a élevé seule.

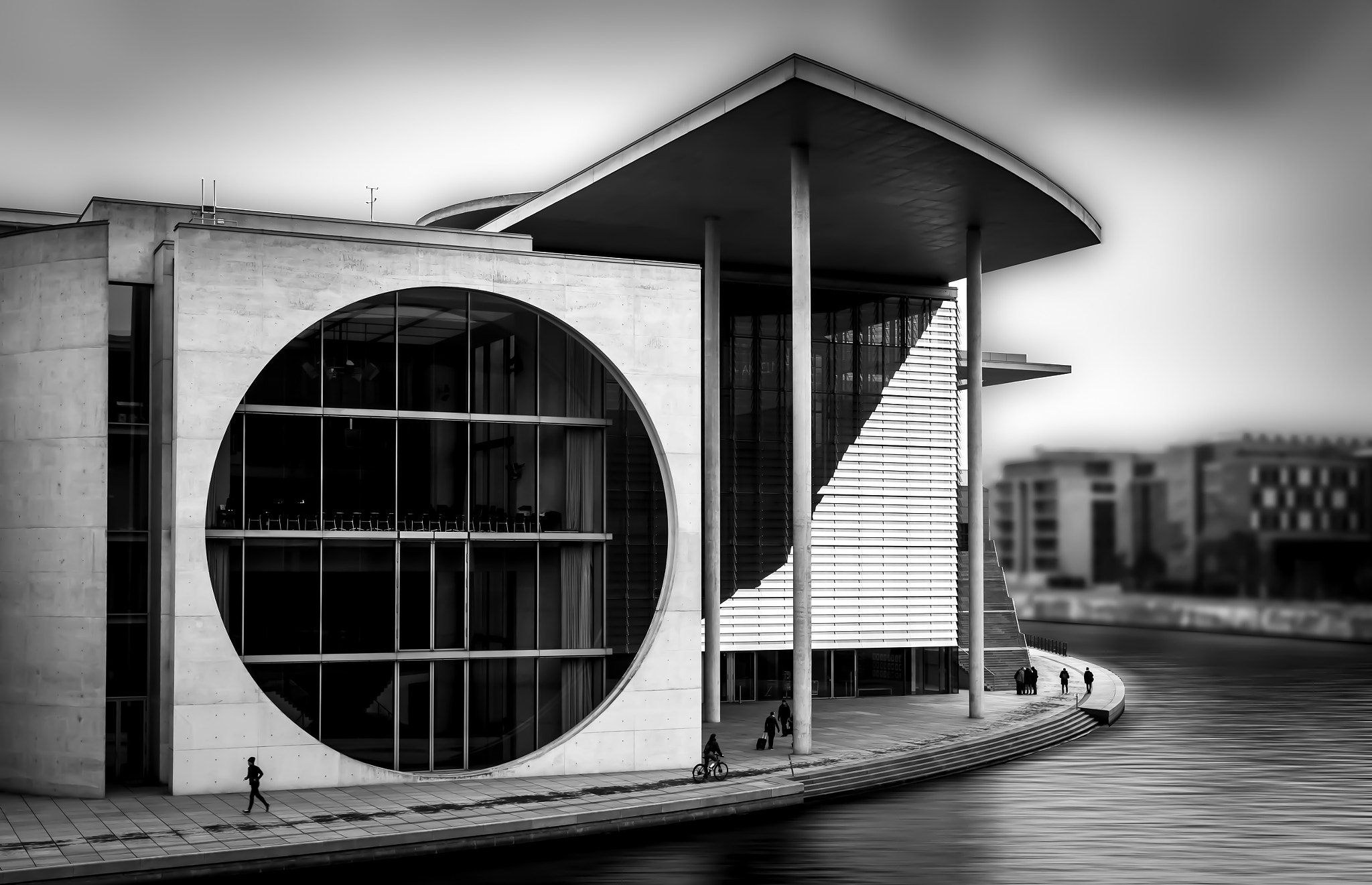
Maison Marie Elisabeth Lüders à Berlin.

Des documents sur les activités politiques de Marie Elisabeth Lüders sont conservés dans les archives du libéralisme de la Fondation Friedrich-Naumann pour la liberté à Gummersbach. D'autres éléments d'archives se trouvent aux Archives fédérales à Coblence.

## Honneurs et distinctions

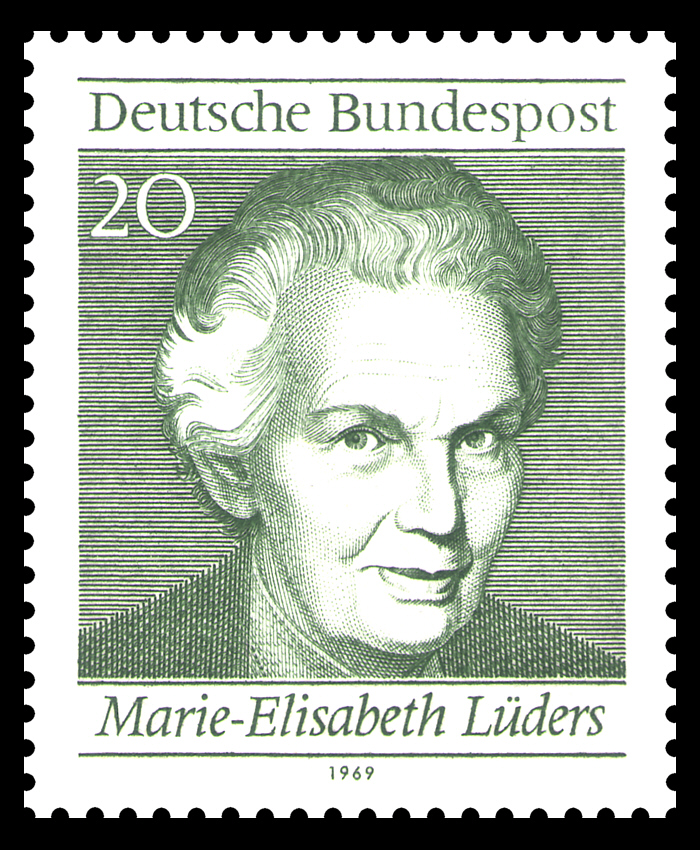
Timbre-poste à l'effigie de Marie Elisabeth Lübers (1969).

- En 1952, le président fédéral Theodor Heuss la décore de la croix du Mérite de la République fédérale d'Allemagne.
- Le 25 juin 1958, elle est nommée citoyenne d'honneur de Berlin, notamment pour ses efforts en faveur de la promotion du statut juridique des femmes dans la vie publique, au travail et dans la famille[4].
- Elle est docteure honoris causa à deux reprises de l'université Friedrich-Wilhelm de Bonn[1].
- Une rue, un pont et une école secondaire à Berlin portent son nom[11].
- En 1969 et 1997, des timbres-poste sont émis à son effigie.
- Le centre de service scientifique du Bundestag inauguré en 2003 porte le nom de Marie Elisabeth Lüders[12].
- Depuis 2009, l'Association allemande des femmes juristes décerne le prix Marie-Elisabeth-Lüders pour un travail juridique ou économique dans le domaine du droit et du genre et sur le thème de l'égalité entre les femmes et les hommes[13],[1].
- En 2013, le nom de Marie Elisabeth Lüders est donné à une rue de Bonn[14].
- Elle est présidente honoraire du FDP, présidente honoraire de l'association régionale FDP à Berlin, de l'Association des femmes allemandes, de l'Association allemande de bien-être paritaire et de la Société germano-anglaise[1].

À l'occasion du 100e anniversaire de sa naissance en 1978, Peter Juling écrit : « Marie Elisabeth Lüders était un modèle pour beaucoup de choses : elle était une libérale passionnée, une démocrate inébranlable, une parlementaire travailleuse, une politicienne sociale attentionnée, une femme compatissante mais aussi déterminée. Dans toutes ces qualités, elle était un bon exemple pour la jeune génération, qui l'a motivée à plusieurs reprises à s'engager en politique ».

## Ouvrages
- Baukörper ohne Wohnungen, dans Die Form, 2, 1927, p. 316–319.
- Das unbekannte Heer. Frauen kämpfen für Deutschland 1914–1918. Mit einem Geleitwort des Reichskriegsministers und Oberbefehlshabers der Wehrmacht Generaloberst von Blomberg, Berlin, Mittler & Sohn, 936.
- Volksdienst der Frau, Berlin, Bott, 1937.
- Als Abgeordnete in Bonn, dans Politische Studien, 1963, vol. 152, p. 692–701.
- Fürchte Dich nicht. Persönliches und Politisches aus mehr als 80 Jahren. 1878–1962, Cologne, Opladen, Westdeutscher Verlag, 1963.